# Everlasting Luv/BAMBINO 〜バンビーノ〜
「Everlasting Luv/BAMBINO 〜バンビーノ〜」（エバーラスティング・ラヴ/バンビーノ）は、日本のヴィジュアル系ロックバンド・BREAKERZの5作目のシングル。

## 概要
- 前作「GRAND FINALE」から約2か月ぶりにして、「Angelic Smile/WINTER PARTY」以来2作ぶりの両A面シングル。
- これまでの両A面シングルと異なり表題1曲目を入れ替えた2パターンではなく、後述の初回限定盤Aと初回限定盤Bで入れ替えるパターンが採用された。なお、今作の発売日はメンバーのDAIGOの誕生日である[1]。
- 表題1曲目はテレビアニメ『名探偵コナン』のオープニングテーマに[2][3][4]、表題2曲目はダリヤ『men's Palty』のCMソングに起用された[5]。テレビアニメとCMのタイアップを担当するのは今作が初となった。
- ジャケットの異なる初回限定盤Aと初回限定盤B、通常盤の3形態で発売された。特典として初回限定盤Aには表題1曲目のミュージッククリップとオフショット映像を収録したDVDが、初回限定盤Bには表題2曲目のミュージッククリップと振り付けの練習編と実践編を収録したDVDが、通常盤にはランダムで全6種類からなるポストカードが同梱された[1][5][6]。なお、初回限定盤Aの裏ジャケットには今作のために描き下ろされた江戸川コナンの“ういっしゅ”ポーズが描かれている[2][3][4]。
- オリコンデイリーチャート初登場1位[7][8]、週間チャート初登場2位を獲得[9]。5作連続でのトップ10入りと、初のトップ5並びにトップ3入りを果たした。

## 収録曲
| #  | タイトル                                            | 作詞    | 作曲           | 編曲               | ストリングス&ブラスアレンジ |
| -- | --------------------------------------------------- | ------- | -------------- | ------------------ | --------------------------- |
| 1. | 「Everlasting Luv」                                 | DAIGO   | SHINPEI、DAIGO | BREAKERZ           | 寺地秀行、BREAKERZ          |
| 2. | 「BAMBINO 〜バンビーノ〜」                          | DAIGO   | SHINPEI        | BREAKERZ           | 野村裕幸、BREAKERZ          |
| 3. | 「ナンゼンカイ…ナンマンカイ… 〜Acoustic Version〜」 | AKIHIDE | AKIHIDE        | 藤崎昌弘、BREAKERZ |                             |

### 解説
1. Everlasting Luv
ドライブ感溢れるスリリングなロックナンバー[8]。なお、ストリングスの音色は生ではなく打ち込みによるものである。
2. BAMBINO 〜バンビーノ〜
生のブラスを取り入れ、ラテンの要素を出した楽曲[5][8]。
ミュージッククリップの振付は香瑠鼓が手掛けている。
3. ナンゼンカイ…ナンマンカイ… 〜Acoustic Version〜
通常盤にのみ収録されている、2ndアルバムの収録曲のアコースティックバージョン[6]。

## 参加ミュージシャン
BREAKERZ
- DAIGO：Vocal & Chorus
- AKIHIDE：Guitar & Chorus (全曲)、Synth Programming (#1,2)
- SHINPEI：Guitar & Chorus (全曲)、Synth Programming (#1,2)

Support Musician
- 永井利光：Drums (#1,2)
- IKUO：Electric Bass (#1,2)
- 野村裕幸：Trombone (#2)
- 小林太：Trumpet (#2)
- 上杉雄一：Sax (#2)
- 藤崎昌弘：Programming (#3)
- 中川直子 & Lime Ladies Orchestra：Strings (#3)
- 香瑠鼓：Choreography (#2)

## タイアップ
- 読売テレビ放送制作・日本テレビ系列アニメ『名探偵コナン』シーズン14第2期オープニングテーマ (#1)
- ダリヤ『men's Palty』TV-CMソング (#2)

## 収録アルバム
- FIGHTERZ (#1,2 FIGHTERZ Version)
- B.R.Z ACOUSTIC (#3)
- BREAKERZ BEST 〜SINGLE COLLECTION〜 (#1,2)